# August Anton Joseph von Lobkowitz

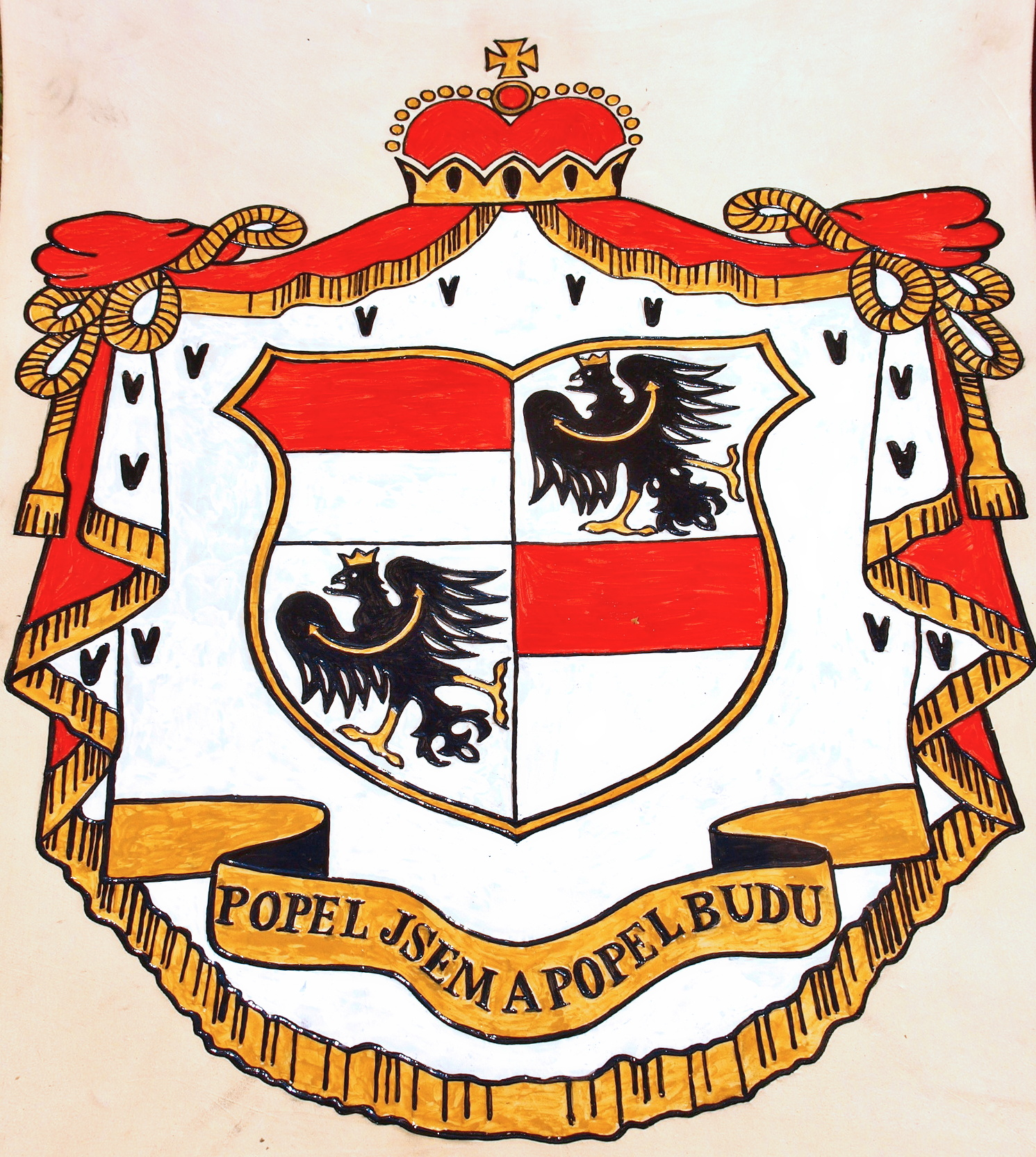
Familienwappen

August Anton Joseph Fürst von Lobkowitz (* 22. September 1729 in Prag; † 28. Januar 1803 ebenda) war k.k Generalmajor und österreichischer Gesandter in Madrid sowie Geheimer Rat und Obrist-Landmarschall in Böhmen.

## Leben

### Herkunft
Er entstammt der Familie Lobkowitz. Sein Vater war der Feldmarschall Georg Christian von Lobkowitz (1686–1755) und dessen Ehefrau Caroline Henriette, geborene von Waldstein (1702–1780). Der Feldmarschall Joseph Maria Karl von Lobkowitz war sein Bruder.

### Karriere
Lobkowitz erhielt seine Ausbildung in Rom in einem Adelsstift. Wie viele der Familie wählte er dann den militärischen Dienst. Er machte alle Feldzüge des Siebenjährigen Krieges mit und stieg dort bis zum Generalmajor auf. Am 7. Januar 1763 wurde er mit Datum vom 1. Juni 1760 zum Generalfeldwachtmeister ernannt.
Nach dem Krieg ging er am 16. März 1771 in den diplomatischen Dienst und kam 1772 als Gesandter an den Hof nach Madrid, wo er bis 1776 blieb. Nach seiner Rückkehr zog er sich aus dem Staatsdienst zurück. Er betätigte sich dann als Förder für Gelehrte und Künstler. Am 21. November 1792 erhielt er den Orden vom Goldenen Vließ.

### Familie
Er heiratete am 16. September 1753 die Gräfin Maria Ludmilla von Czernin (1738–1790). Das Paar hatte dreizehn Kinder, von denen zehn in jungen Jahren starben, es überlebten:
- Maria Theresia Gabriela (1767–1820), unverheiratet begraben in Hořín
- Marie Eleonore Adalberta Caja (1770–1834) ⚭ 1791 Prinz Maximilian Joseph von Thurn und Taxis (1769–1831), bayerischer Generalmajor
- Anton Isidor (1773–1819) ⚭ 1796 Gräfin Sidonia Kinsky von Wchinitz und Tettau (1779–1837)